# Troy (New Hampshire)
Pour les articles homonymes, voir Troy (homonymie).
Troy est une municipalité américaine située dans le comté de Cheshire au New Hampshire. Selon le recensement de 2010, sa population est de 2 145 habitants, dont 1 221 à Troy CDP.

## Géographie
La municipalité s'étend sur 17,58 milles carrés (45,53 km2), dont 0,16 milles carrés (0,41 km2) d'étendues d'eau.

## Histoire
Troy devient une municipalité indépendante de Marlborough en 1815, en incorporant des terres d'autres villages voisins. Elle serait nommée en l'honneur de Samuel Wilson, originaire de Troy (New York) et beau-fils de Benjamin Mann, un proche du gouverneur John Taylor Gilman.